# Arteria phrenica inferior
De arteria phrenica inferior is een slagader die ontstaat uit de aorta abdominalis. Er komen twee arteriae phrenicae inferiores voor. Ze voorzien het middenrif van bloed.

## Anatomische variatie
Bij dit bloedvat komen er verschillende anatomische variaties voor. Er kunnen twee verschillende bloedvaten vertakken direct uit de aorta, vlak boven de truncus coeliacus. Er kan ook een korte truncus vertakken uit de aorta waaruit dan beide takken afsplitsen. Soms ontstaat een van de arteriae phrenica inferior uit de aorta, terwijl de andere uit een van de nierslagaders (arteria renalis) ontstaat. Twee vertakkingen uit de aorta komen zelden voor.

## Verloop
Nadat er twee arteriae phrenicae inferiores zijn ontstaan, verlopen ze allebei in verschillende richtingen. Ze lopen omhoog en zijwaarts langs de onderzijde van het middenrif. De linker arteria phrenica inferior loopt achter de slokdarm langs en loopt verder links van de slokdarm. De rechter arteria phrenica inferior loopt achter de onderste holle ader langs en verder door naar rechts.
Vervolgens vertakt de arterie in een mediale tak en een laterale tak. De mediale tak buigt richting de voorzijde van het lichaam (aan de kant van de buik) en vormt een netwerk met de mediale tak van de andere zijde, de arteria musculophrenica en de arteria pericardiacophrenica.
De laterale tak loopt naar de zijkant van de borstholte en vormt verbindingen met de arteriae intercostales inferiores en de arteria musculophrenica. De laterale tak aan de rechterzijde heeft een aantal vertakkingen naar de onderste holle ader. De linker laterale tak heeft een aantal vertakkingen naar de slokdarm.
Er lopen ook vertakkingen, de beide arteriae suprarenales superiores naar de bijnieren. Sommige vertakkingen lopen ook naar de milt (aan de linkerzijde) en de lever (rechterzijde).